# タルペーイア

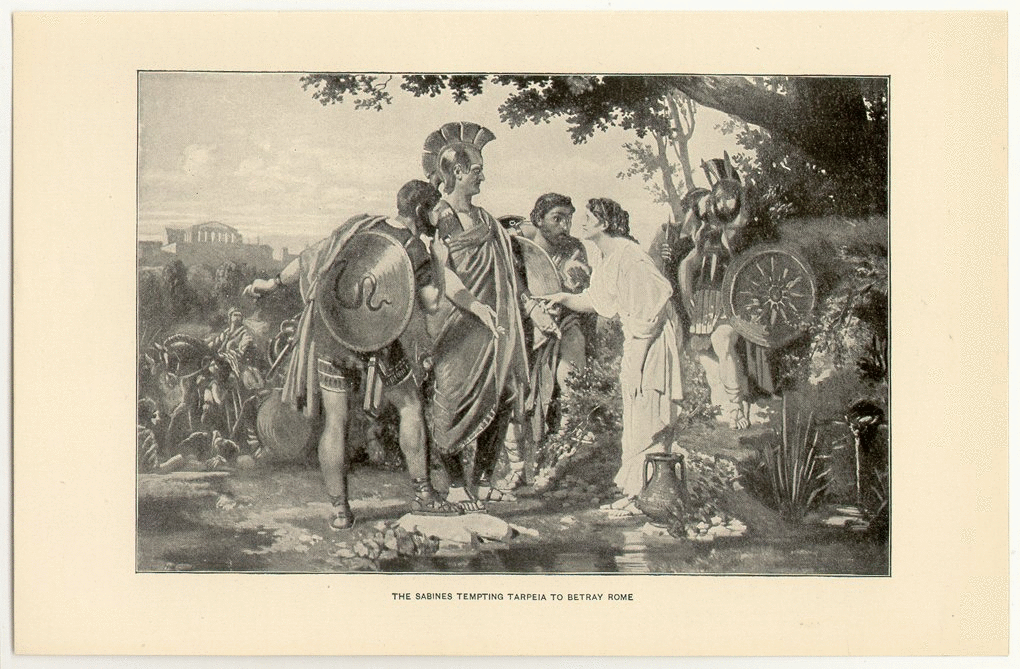
19世紀末ごろに描かれたタルペーイア

タルペーイア（またはタルペイア。Tarpeia）は、ローマの建国伝説に登場する、ローマを裏切りサビニ人に砦を明渡した女性。国家犯罪者の処刑に使われたタルペーイアの岩に名前が残った。
伝承によると、ロームルスのサビニの女たちの略奪の結果、建設直後のローマの女性不足は解消したもののサビニ人との戦争が引き起こされた。当時のローマの防備はパラティウムの他にはカピトリウムに砦（アルクス）があるのみでサビニ人はまずこの砦の攻略を試みた。タルペーイアはこの砦の責任者スプリウス・タルペーイウスの娘で一説ではウェスタの巫女であったという。しかし処女（未婚女性）であったタルペーイアはローマを裏切り、サビニ人の王ティトゥス・タティウスに砦を明け渡した。

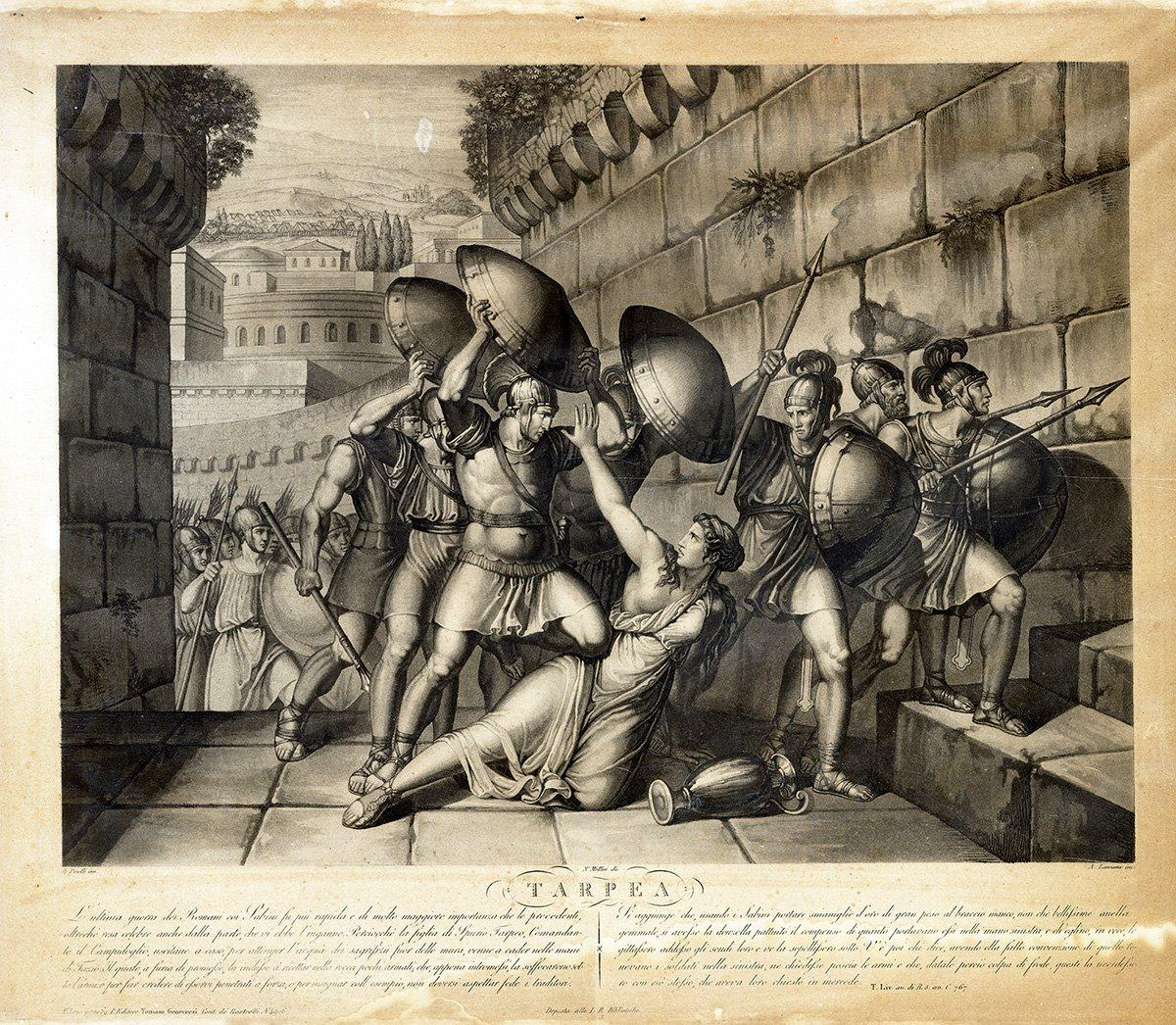
20世紀前半に描かれたタルペーイア

一般的な伝承ではタルペーイアは金銭を目的にローマを裏切り、サビニ人が左腕につけていた金の指輪や腕輪を報酬に要求した。タティウスが要求を受け入れると、タルペーイアは砦の門へと続く道を明かしたため、サビニ人は砦への侵入を果たした。その後タルペーイアが約束していた報酬を求めるとタティウスは腕輪を外し、同じく左腕に持っていた盾と共にタルペーイアに投げつけた。他のサビニ兵もそれに倣い腕輪と盾を投げつけ、その重さでタルペーイアは圧死したという。
別の伝承ではタルペーイアは偶然目撃した敵将タティウスに一目惚れし、その恋心からローマを裏切ったとされる。しかし裏切り行為は歓迎しても裏切り者は憎むといった感情を持っていたタティウスによってやはり砦の制圧後タルペーイアは殺害された。この恋愛説に従ってプロペルティウスは詩を残している。
さらに別の伝承ではタルペーイアはサビニ人から左手のものを要求しながら実は指輪や腕輪でなく盾を取り上げることを目論んでいたとされる。この伝承のタルペーイアは完全な裏切り者ではなく金銭による裏切りを装った計略を用いていたことになる。報酬としてタティウスが腕輪を渡そうとしたところタルペーイアは盾を要求し、その計略に気付いたタティウスはサビニ人に盾を投げつけさせタルペーイアを圧殺したという。
タルペーイアは殺害された場所に埋葬され、その場所はタルペイウスと呼ばれていたという。しかしのちにタルクィニウスがその地をユーピテルに献じた際、遺骸は移されタルペイウスの名も失われた。ただカピトリウムの岩に「タルペーイアの岩」としてその名前は残り、古代ローマにおいて国家犯罪者をここから突き落とす処刑の場として使われていた。この他タルペーイアの岩の近くにはタルペーイアの墓があったといい一年に一度祭祀が行われていたという。